# Бирк, Генрих
Генрих Бирк (нем. Heinrich Birk; 26 мая 1898, Висбаден, Пруссия — 8 мая 1973, Гайзенхайм, Гессен) — немецкий селекционер винограда. Довольно продолжительное время возглавлял Гайзенхаймский институт садоводства и виноградарства до своего выхода на пенсию.

## Биография
Родился 26 мая 1898 года в Висбадене.
С 1920 по 1923 год изучал агрономию в Боннском университете. После окончания, в 1924 году, работал на винограднике Штайнберг, расположенном неподалёку от монастыря Эбербах. Одновременно с работой в поле, он начал изучать философию в Гисенском университете, где защитился в 1929 году.
C 1927 года он работал ассистентом профессора Ф. Мута на исследовательской станции Гейзенхайма. С 1939 года возглавил недавно созданную Государственную станцию выращивания виноградарства (нем. Reichs-Rebenzuchtstation). В 1940 году был призван на армейскую службу в Вермахт, и к научной работе сумел вернуться лишь в 1945 году.
В 1955 году Генрих Бирк был назначен почетным профессором и директором Гайзенхаймского института садоводства и виноградарства. В 1964 году он вышел на пенсию, и его преемником стал Гельмут Беккер. Некоторые из сортов винограда, выведенных Бирком, послужили Беккеру основой для его дальнейших экспериментов.
Умер 8 мая 1973 (74 года) года в Гайзенхайме.

## Выведение новых сортов винограда
Бирк приобрёл известность благодаря выведению новых сортов винограда путем клонирования Рислинга и его скрещивания с другими сортами или видами винограда. Основной целью Бирка было вывести сорт винограда, который бы созревал раньше, чем Рислинг, что позволило бы культивировать его в не самых идеальных для виноградарства регионах. Им были выведены такие сорта винограда, как Arnsburger, Breidecker, Ehrenfelser, Gutenborner, Hibernal, Osteiner, Reichensteiner, Rotberger, Schönburger, Witberger. Некоторые сорта, например, Гибернал, действительно приобрели популярность в странах со сложными условиями для виноделия (Великобритания, Канада, Скандинавские страны).